# Nicolás García Tapia
Nicolás García Tapia (Huesca, 4 de mayo de 1940) es ingeniero industrial español y catedrático de Mecánica de Fluidos en la Escuela Universitaria Politécnica de Valladolid. Es académico numerario de la Real Academia de Bellas Artes de la Purísima Concepción, y académico correspondiente de la Academia de Marina, de Lisboa, y de la Academia Portuguesa de la Historia.

## Biografía
Residente en Valladolid desde su infancia, cursó estudios de Ingeniero Técnico e Industrial por la Universidad de Valladolid, y con una beca, también es Ingeniero Hidráulico por la Universidad de Grenoble (Francia). Posteriormente Licenciado en Historia del Arte y Doctor en la misma especialidad. Es además, Catedrático de Mecánica de Fluidos en la Escuela Universitaria Politécnica de Valladolid. Su investigación se ha dirigido hacia la ingeniería y su historia siendo, en este campo, autor de unos 150 trabajos (entre libros y publicaciones).
Fue elegido académico de la Real Academia de Bellas Artes de la Purísima Concepción el 24 de abril de 1999, tomando posesión el 13 de enero de 2000.

## Obras

### Libro
- Un inventor navarro, Jerónimo de Ayanz y Beaumont (1553-1613). Pamplona: UPNA, 2010.  ISBN: 978-84-9769-260-1.
- Patentes de invención españolas en el Siglo de Oro. Madrid: Oficina Española de Patentes y Marcas, 2008. ISBN: 978-84-96113-11-4.
- Tecnología e imperio: ingenios y leyendas del siglo de oro : Turriano, Lastanosa, Herrera, Ayanz, escrito junto con Jesús Carrillo Castillo. Tres Cantos (Madrid): Nivola, 2002. ISBN: 84-95599-35-X.
- Los veintiún libros de los ingenios y máquinas de Juanelo, atribuidos a Pedro Juan de Lastanosa. Zaragoza: Departamento de Educación y Cultura, 1997, ISBN: 84-7753-661-9.

### Artículos
- Ciencia en el Barroco español: nuevas fuentes documentales de Jerónimo de Ayanz, en Asclepio: Revista de historia de la medicina y de la ciencia,  2016. Escrito junto con Carlos Jiménez Muñoz y Andrés Martínez de Azagra Paredes.
- Arte e ingenio en el Siglo de Oro. El proyecto técnico y artístico de Jerónimo de Ayanz en Valladolid, en Boletín. Real Academia de Bellas Artes de la Purísima Concepción,  2006.
- Cien años de electricidad en Valladolid: Electra Popular Vallisoletana, en Boletín. Real Academia de Bellas Artes de la Purísima Concepción, 2005.
- Jerónimo de Ayanz, Gobernador de Martos, en Aldaba, Ayuntamiento de Martos, 2002.
- Ciencia y técnica en la Corte de Felipe II. En Congreso Nacional "Madrid en el Contexto de lo Hispánico desde la Epoca de los Descubrimientos", Vol. 2 (pp. 1.331-1.340). Departamento de Historia del Arte II (Moderno), Facultad de Geografía e Historia. Madrid: Universidad Complutense, M. 4556-1994, 2vols. il. ISBN: 84-600-8799-0.
- Inventores españoles en el Siglo de Oro. En 'Investigación y Ciencia', ed. en español de Scientific American, 156, septiembre de 1989, 8 pp. il.—Otra ed., Inventores españoles en el Siglo de Oro. En Historia de la técnica. Barcelona: Prensa Científica, 1994. pp. 90-97.

## Premios y reconocimientos
- Premio de Cadenas de Navarra 2019.[3][4]
- Joaquín Costa de Hidráulica.
- Premio Nacional de Terminación de Estudios.
- Doctorado en Historia del Arte con Premio Extraordinario.[5]